# LOOP5
Das LOOP5 ist ein großes Einkaufszentrum im Stadtteil Riedbahn der südhessischen Stadt Weiterstadt.

## Lage
Das Einkaufszentrum liegt westlich der Darmstädter Stadtgrenze im Weiterstädter Stadtteil Riedbahn in der Nähe der Anschlussstelle Weiterstadt, wo die Bundesstraße 42 die Bundesautobahn 5 kreuzt. Die Anschlussstelle wurde zwischen 2006 und 2009 für rund 13 Millionen Euro umgebaut, da der Verkehr durch das dortige Gewerbegebiet mit stark frequentierten Einkaufsmärkten erheblich zugenommen hatte. Im südhessischen Einzugsgebiet leben in einer Entfernung von dreißig Autominuten rund eine Million Menschen.

## Planung, Bau und Betrieb

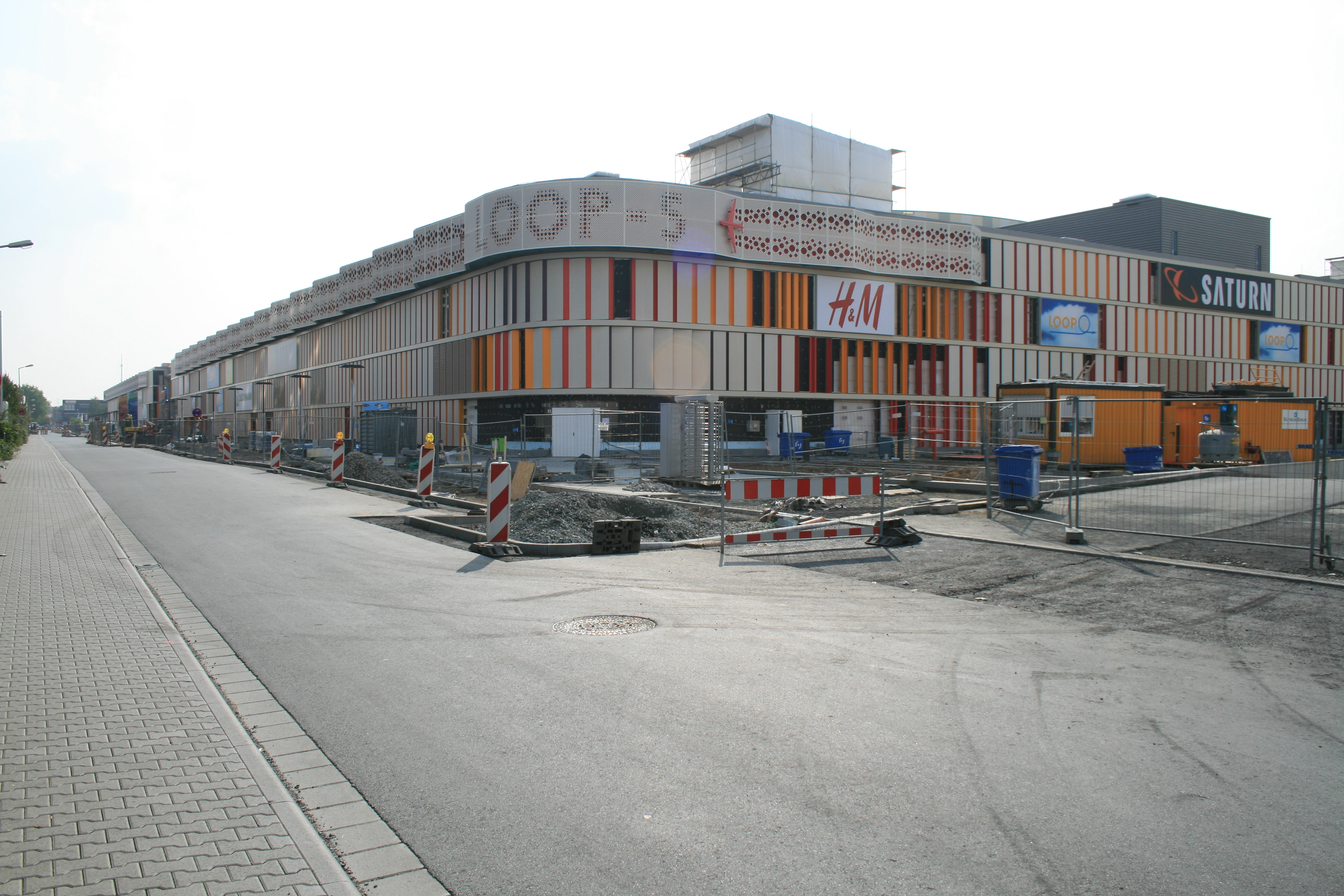
LOOP5, September 2009

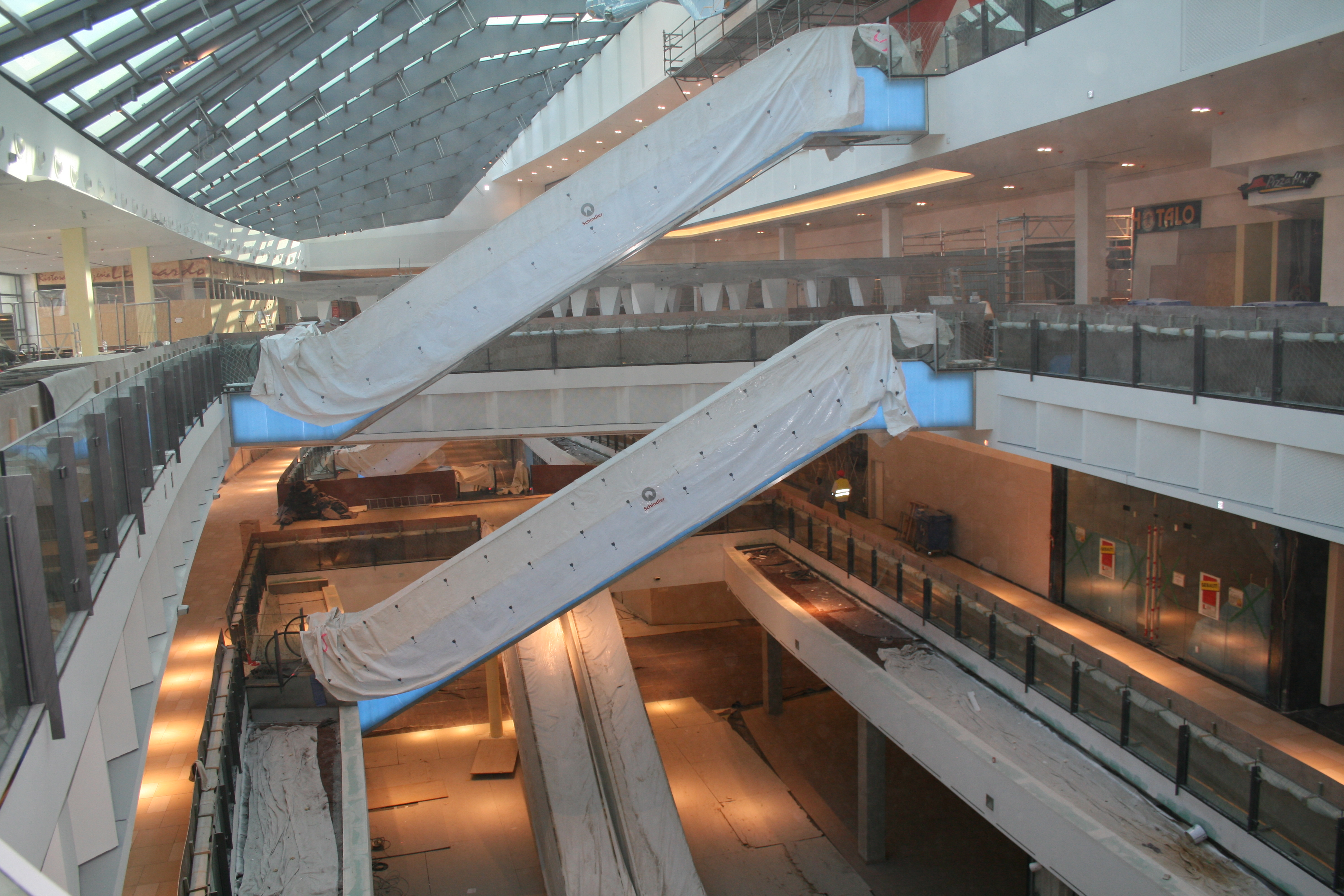
LOOP5, Endbauphase kurz vor der Eröffnung

Planungen für ein Einkaufszentrum gibt es seit 1996, als die Starkenburger Grundstücksgesellschaft aus Gernsheim das 62.000 Quadratmeter große Gelände im Weiterstädter Gewerbegebiet, für das kein Bebauungsplan existiert, erworben hatte. Allerdings klagte die Stadt Darmstadt gegen den positiven Bauvorbescheid, weil sich mit dem Projekt die Verkaufsfläche im Weiterstädter Industriegebiet auf 100.000 Quadratmeter vergrößerte und sie negative Auswirkungen auf die eigene Innenstadt mit 120.000 Quadratmetern Verkaufsfläche befürchtete. Die Klage wurde schließlich vom Verwaltungsgericht in Darmstadt Anfang März 2005 abgewiesen, da § 34 des damaligen Baugesetzbuches nur verlangte, dass sich geplante Bauten in die nähere Umgebung einfügen, also zur bereits vorhandenen Bebauung passen. Seit der Gesetzesänderung von 2004 ist für ein solches Bauvorhaben die Mitwirkung der Nachbargemeinde nötig. Im Dezember 2005 folgte die Baugenehmigung.
Aufgrund eines Todesfalles unter den Eigentümern der Starkenburger Grundstücksgesellschaft wurde das Areal samt Baugenehmigung verkauft. Der portugiesische Investor Sonae Sierra (siehe auch: Belmiro de Azevedo), ein Spezialist für Shoppingcenter, und der französische Investor Foncière Euris erwarben das Gelände. Sie hatten von 2004 bis 2007 in Berlin das etwa gleich große Einkaufszentrum Alexa errichtet. Den Auftrag zum Entwurf des Einkaufszentrums erhielt das Düsseldorfer Architekturbüro HPP-International. Der erste Spatenstich für den Neubau war im November 2006. Die Fertigstellung verzögerte sich unter anderem wegen Problemen mit dem Grundwasser um ein halbes Jahr. Am 9. Oktober 2009 wurde das Shoppingcenter eröffnet. Das Investitionsvolumen lag bei rund 265 Mio. Euro.
Im Februar 2016 wurden über die Kanzleien Hogan Lovells und Berwin Leighton Paisner aus dem Joint Venture der Firmen Sonae Sierra, Foncière Euris und Rallye 91 % der Anteile des LOOP5 an die Deutsche Asset Management, ein ehemaliges Tochterunternehmen der Deutschen Bank, im Wege eines Share-Deals für ein Spezial-Sondervermögen eines Versorgungswerkes sowie einen offenen Immobilienfonds verkauft. Die Deutsche Asset Management, beraten von Freshfields, gehört mit einem verwalteten Vermögen von 715 Milliarden Euro zu den führenden Vermögensverwaltern weltweit. Sonae Sierra war weiterhin an der Eigentümergesellschaft mit neun Prozent beteiligt und war bis 2019 weiterhin Centermanager des LOOP5. Im Januar 2019 verkaufte Sonae Sierra weitere 3,4 % seiner Anteile an die Deutsche Asset Management, das Center-Management wurde an Jones Lang LaSalle übergeben.

## Architektur

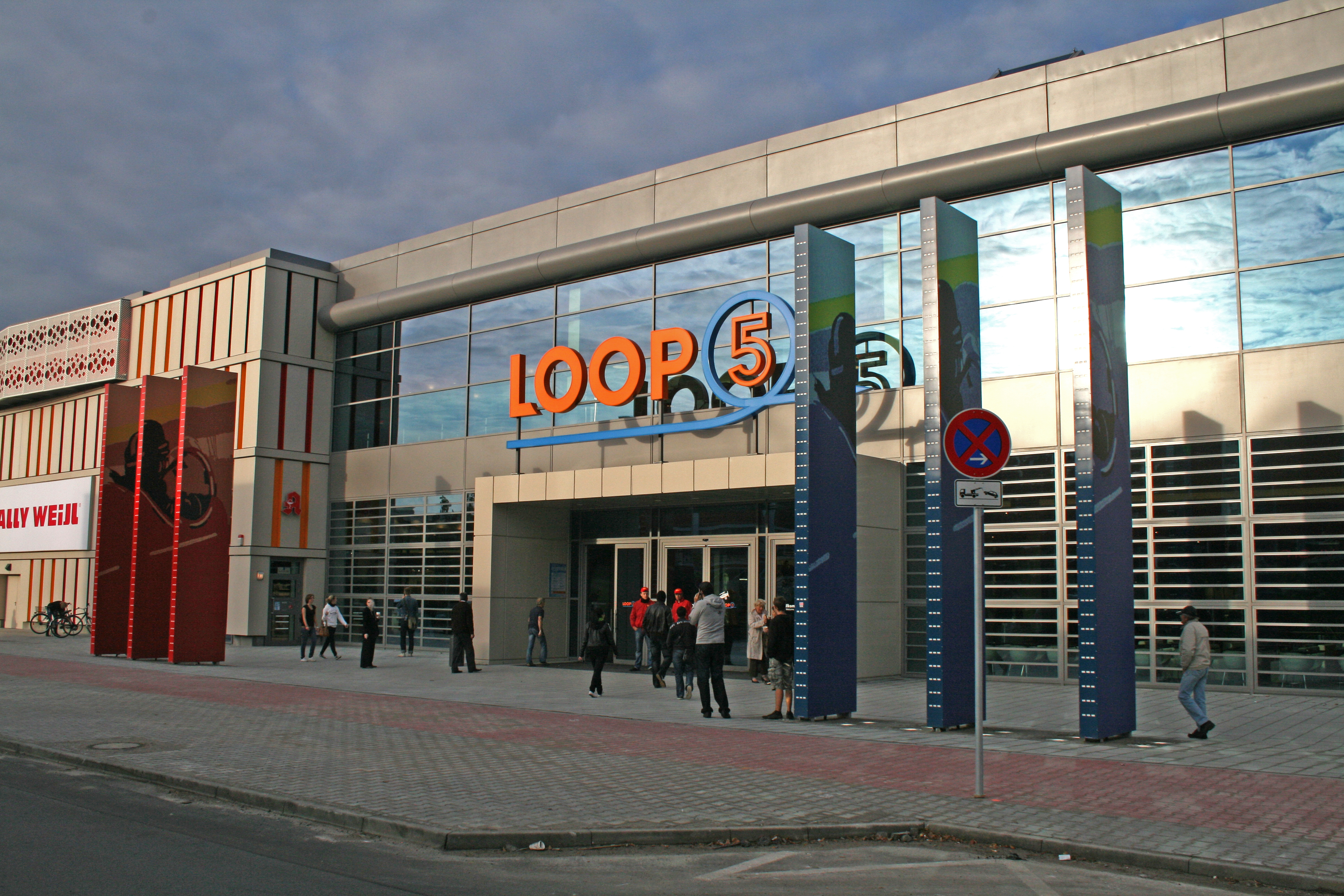
Haupteingang in das LOOP5

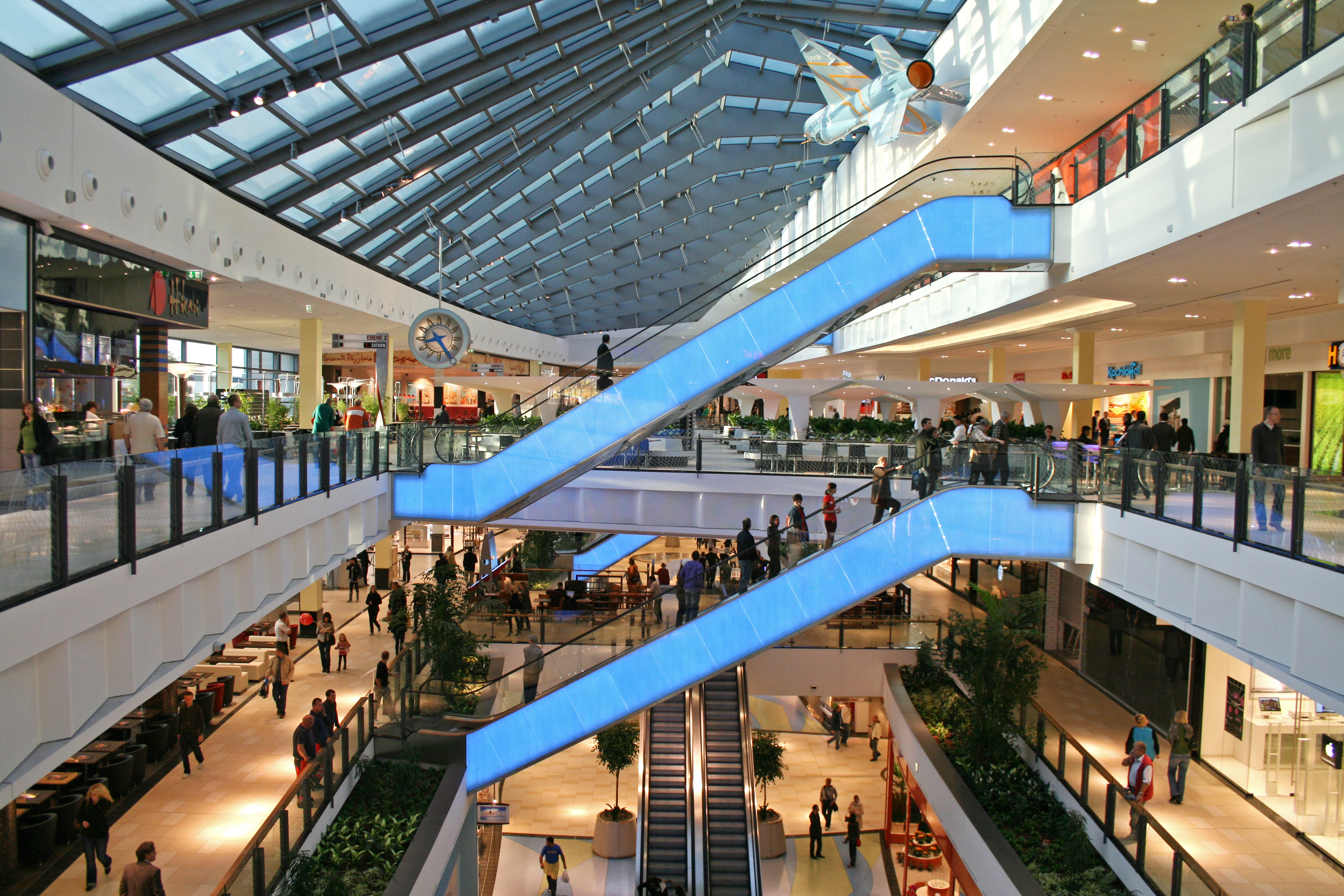
Einkaufsbereich des LOOP5

Das Objekt steht auf einem Grundstück mit einer Fläche von 65.000 Quadratmeter. Es besteht aus zwei großen Gebäuden. Zum einen gibt es das 293 Meter lange und 34 Meter breite Parkhaus mit rund 3000 Stellplätzen auf neun Parkebenen, das an der Autobahn liegt und für das Hauptgebäude als Schallschutz wirkt. Das Parkhaus besitzt einen Brutto-Rauminhalt von 259.000 Kubikmeter bei einer Bruttogeschossfläche von 86.940 Quadratmeter. Zum anderen existiert das 330 Meter lange, 100 Meter breite und 18 Meter hohe Einkaufszentrum mit einem Brutto-Rauminhalt von 714.300 Kubikmeter bei einer Bruttogeschossfläche von 96.000 Quadratmeter und einer Verkaufsfläche von 59.510 Quadratmeter. Die Geschäfte verteilen sich auf vier Geschosse: das Kellergeschoss, das Erdgeschoss, das Obergeschoss und ein acht Meter zurückgesetztes Staffelgeschoss.
Das Einkaufszentrum, eine Stahlbetonkonstruktion, besitzt im Tiefgeschoss aufgrund des hohen Grundwasserstandes eine Weiße Wanne mit einer 330 Meter langen, 100 Meter breiten und 0,6 Meter dicken vorgespannten Bodenplatte als konstruktiver Besonderheit.
Entgegen der üblichen Praxis bei derartigen Projekten wurden nicht großflächige Wandfertigteilelemente aus Stahlbeton verwendet, sondern fast alle Innenwände mit Kalksandstein ausgeführt, um die gestalterischen Möglichkeiten zu erhöhen und bauphysikalische Eigenschaften wie Brand- und Schallschutz zu nutzen. Mit 35.000 m² Sichtmauerwerk stellte Loop5 Deutschlands größte Kalksandsteinbaustelle dar.
Zentrales Thema der Dekoration des Centers ist die Luft- und Raumfahrt, die sich in Design und Architektur widerspiegeln soll. Mit großen, lichtdurchfluteten Innenhöfen soll eine Kundenerlebniswelt rund um das Thema Luftfahrt geboten werden. Unter anderem sind ein sowjetischer Abfangjäger, eine MiG-21, und weitere historische Kleinflugzeuge im Gebäude aufgehängt. Das Motto wird auch innerhalb der Ladenflächen aufgegriffen; so z. B. im Reisebüro im LOOP 5.

## Nutzung
Im Januar 2009 waren 90 % der 56.500 m² Gesamtmietfläche vermietet. Insgesamt sind 177 große und mittlere Geschäfte einschließlich 18 Gastronomieeinheiten vorgesehen. Bei Eröffnung waren wenige Ladenräume unbelegt. Die Miete kostete etwa 32 Euro pro Quadratmeter. Seit 2020 haben fast alle großen Ankermieter ihre Filialen im LOOP5 geschlossen, im Oktober 2022 teilte auch der größte Mieter Primark (fast 10 % der Gesamtfläche) überraschend mit, dass der Geschäftsbetrieb noch vor Monatsende beendet wird (statt wie geplant Ende Januar 2023). Damit verbleibt nur noch Peek & Cloppenburg als Ankermieter. Trotz aller Bemühungen um eine „Neuausrichtung“ seitens des Betreibers sind zahlreiche angekündigte Umbauten und Erweiterungen nicht erfolgt und es stehen Mitte 2023 viele Flächen leer.

## Auswirkungen in der Region
Durch die große Nähe zu Darmstadt bei gleichzeitig guter Straßenanbindung mit kostenlosen Parkplätzen gab es Befürchtungen, dass Käufer, die bisher in Darmstadt einkauften, zum Loop 5 abwandern.
In Bezug auf die ursprünglich geplante Nordostumgehung in Darmstadt bestand zudem die Befürchtung, Einkaufsverkehr aus dem Osten würde an Darmstadt vorbei direkt zum Loop 5 kanalisiert. Als Reaktion auf die Eröffnung des Einkaufszentrums diskutierte die Stadtverordnetenversammlung Darmstadts die Magistratsvorlage „Marketingoffensive für die Darmstädter City“, die eine Werbekampagne im Umfang von 50.000 Euro zur Stärkung der Innenstadt beinhaltete. Der Darmstädter Einzelhandel bewirtschaftet Stand 2012 in der Innenstadt rund 130.000 m² in 480 Geschäften. Dem stehen 55.000 m² im Loop 5 gegenüber. Die Frankfurter Allgemeine Zeitung titelte 2012: „Loop 5 schreckt Darmstädter Handel nicht mehr.“
Im Shopping Center Performance Report 2020 belegte das Einkaufszentrum Platz 224 von 238 der Gesamtwertung. Schon 2011 rangierte es auf einem der hinteren Plätze.

## Bildergalerie

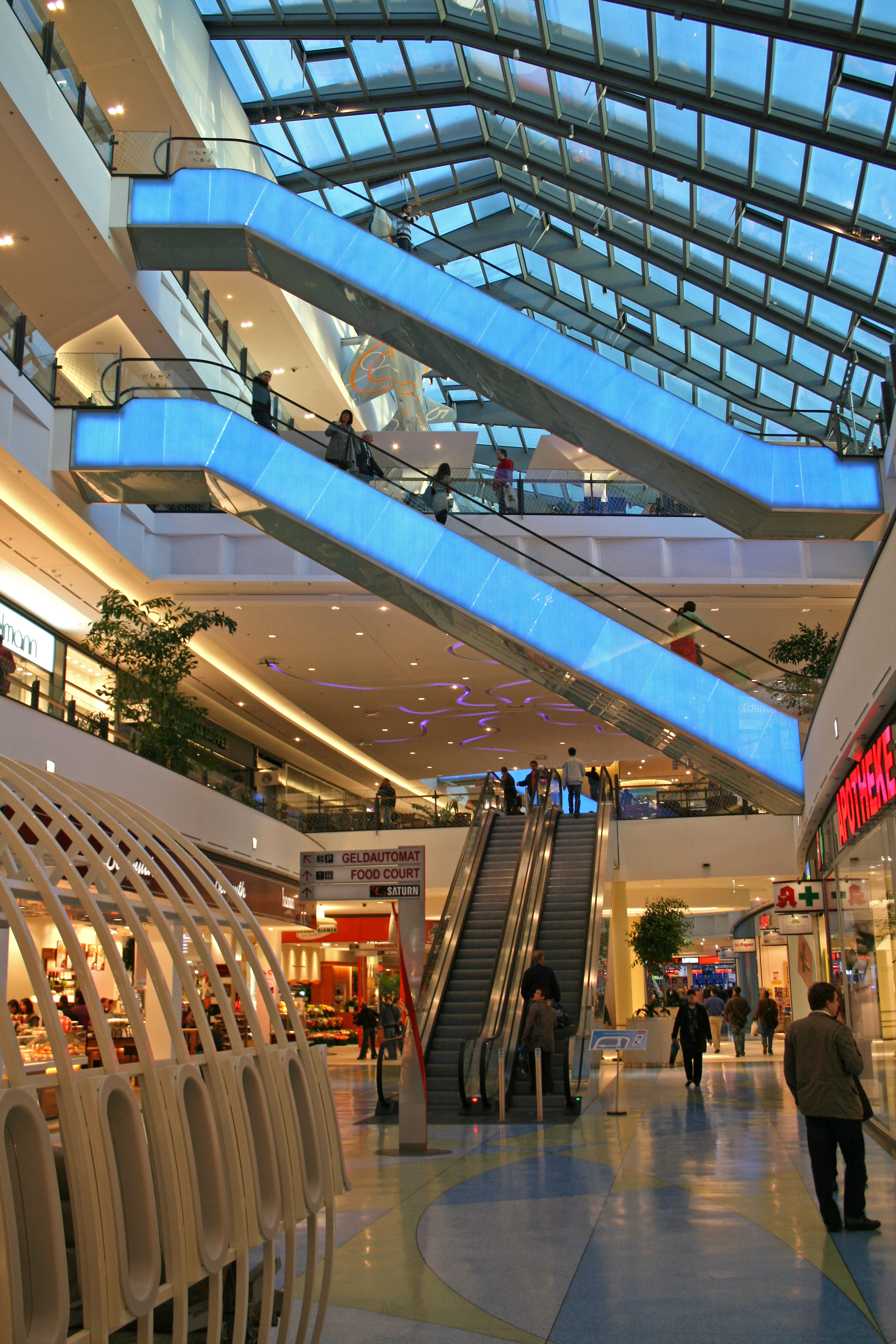
Einkaufsbereich
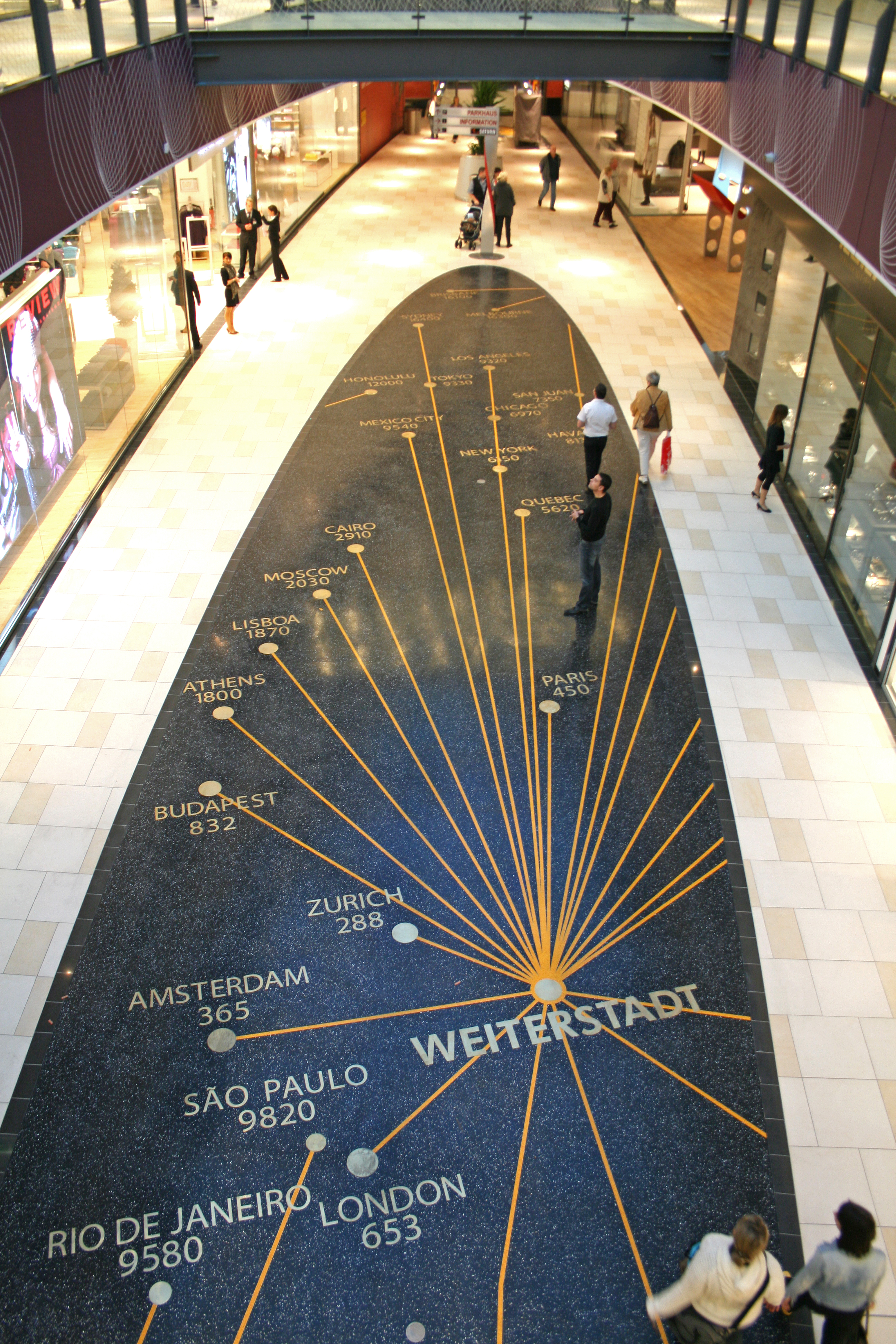
Fußboden im Einkaufsbereich
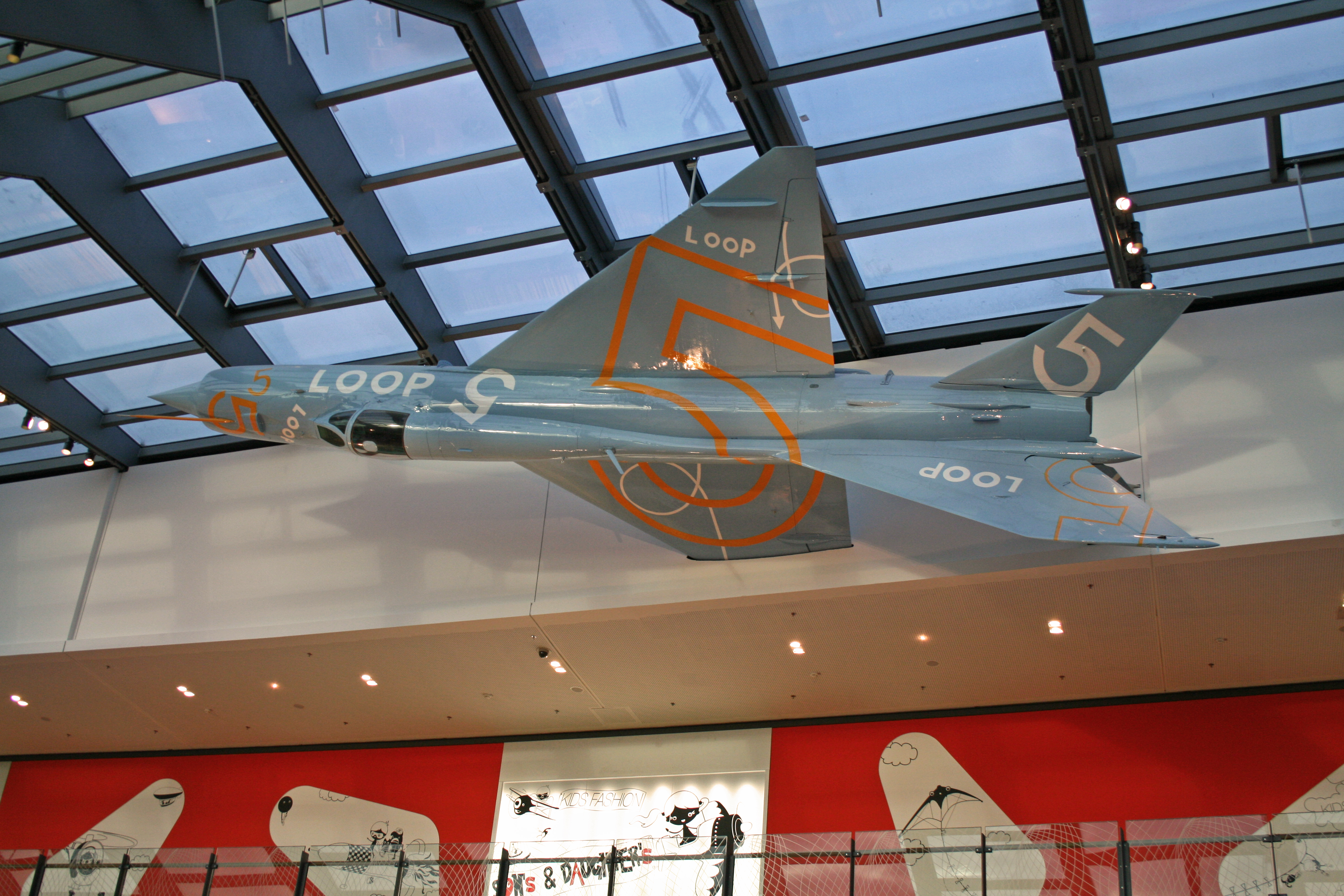
MiG-21
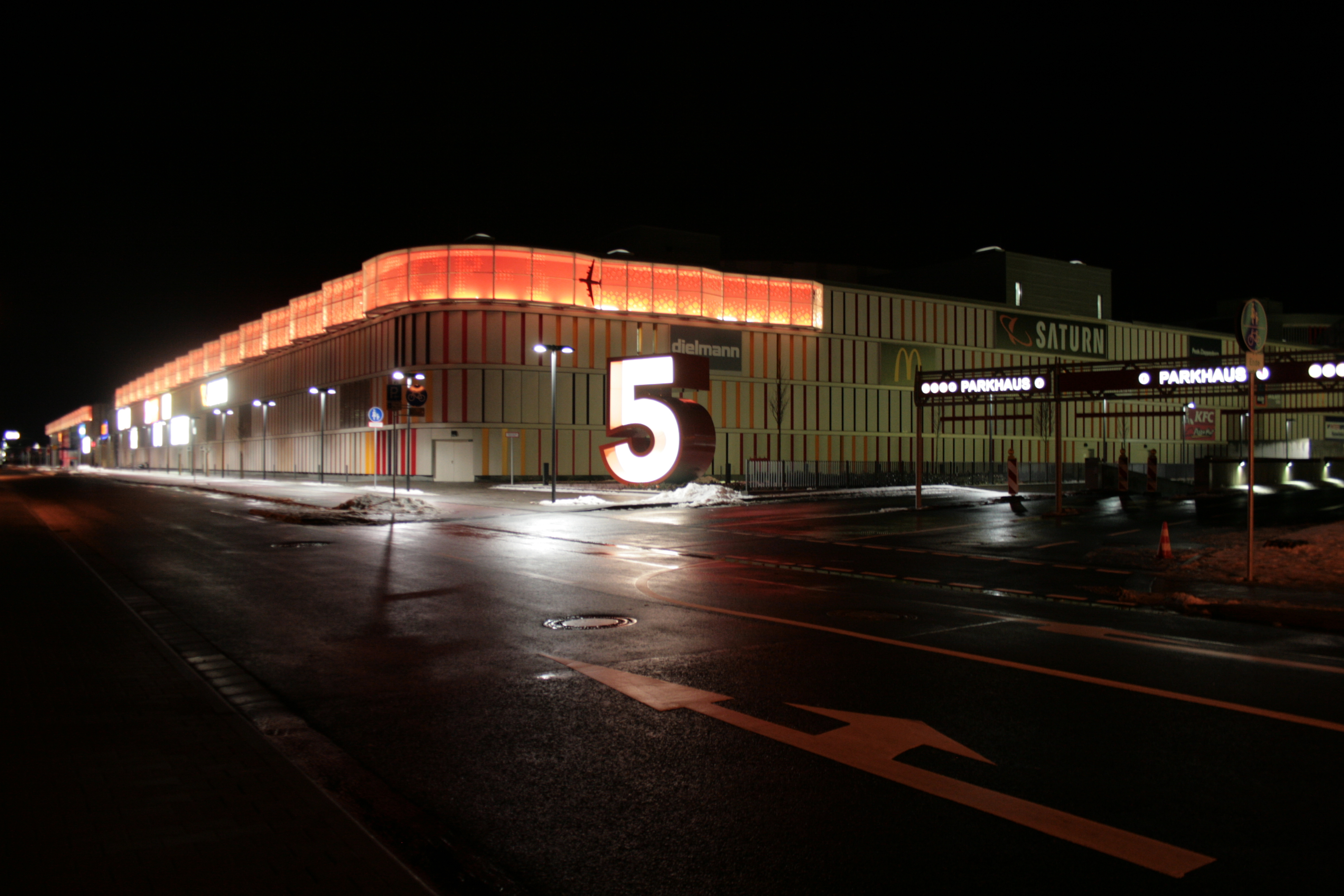
Einkaufszentrum bei Nacht
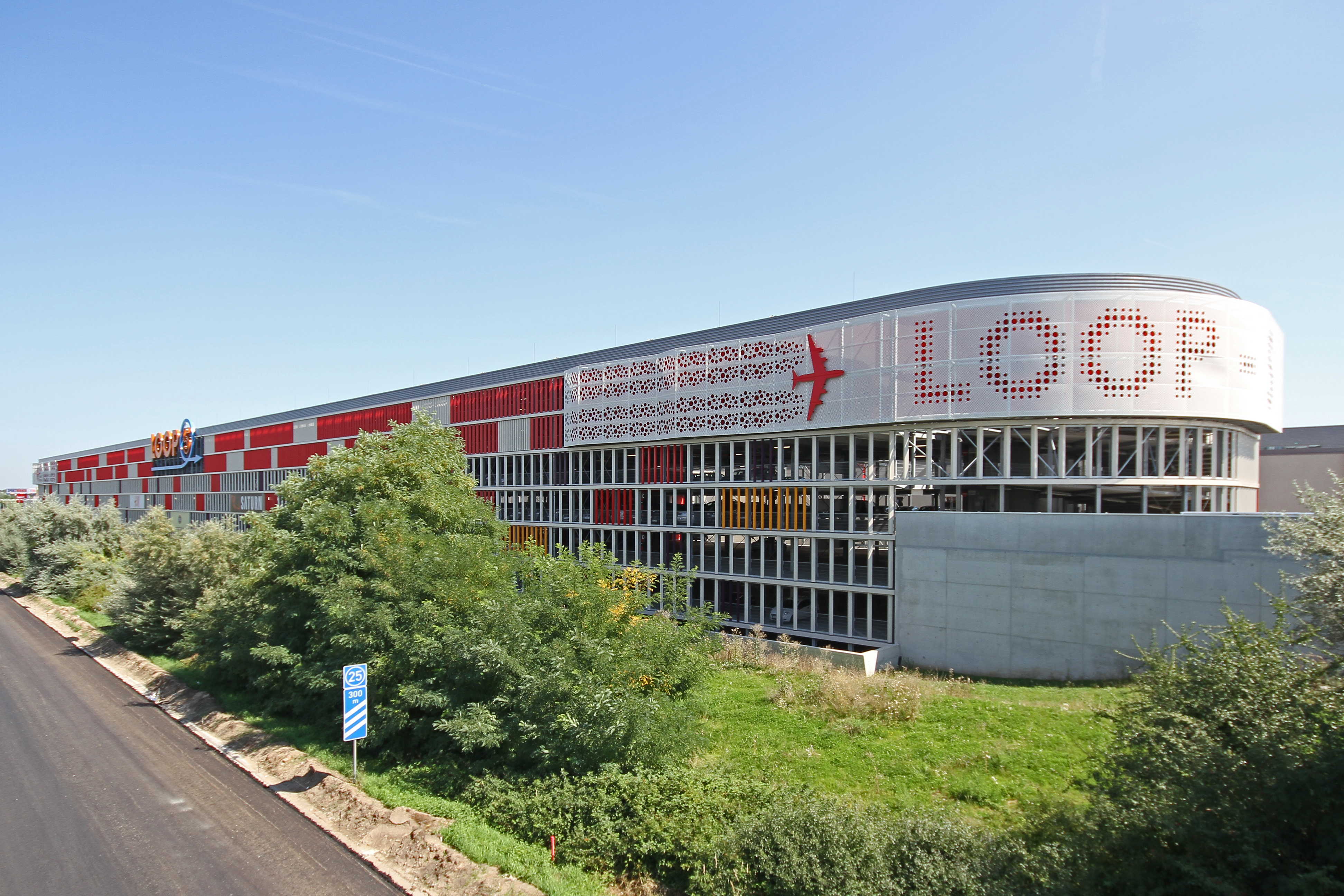
Parkhaus des Einkaufszentrums